# William Bennett Fleming
William Bennett Fleming (* 29. Oktober 1803 bei Flemington, Liberty County, Georgia; † 19. August 1886 in Walthourville, Georgia) war ein US-amerikanischer Politiker. Im Jahr 1879 vertrat er den Bundesstaat Georgia im US-Repräsentantenhaus.

## Werdegang
William Fleming besuchte die öffentlichen Schulen seiner Heimat und danach bis 1825 das Yale College, aus dem die heutige Yale University hervorging. Nach einem anschließenden Jurastudium und seiner Zulassung als Rechtsanwalt begann er in Savannah in seinem neuen Beruf zu arbeiten. Zwischen 1847 und 1849 sowie nochmals von 1853 bis 1868 war er Richter im Chatham County. Dazwischen praktizierte er als Rechtsanwalt. Im Jahr 1868 wurde er Stadtschreiber (Recorder) von Savannah.
Politisch war Fleming Mitglied der Demokratischen Partei. Nach dem Tod des Abgeordneten Julian Hartridge wurde er bei der fälligen Nachwahl für den ersten Sitz von Georgia als dessen Nachfolger in das US-Repräsentantenhaus in Washington, D.C. gewählt, wo er am 10. Februar 1879 sein neues Mandat antrat. Bis zum 3. März desselben Jahres beendete er die laufende Legislaturperiode im Kongress. Dann trat der bei den regulären Wahlen des Jahres 1878 gewählte John C. Nicholls seine Nachfolge an.
Zwischen 1879 und 1881 war William Fleming wieder Richter in seinem Heimatbezirk. Von diesem Amt trat er im Jahr 1881 aus gesundheitlichen Gründen zurück. Anschließend zog er sich in den Ruhestand zurück, den er in Walthourville verbrachte, wo er am 19. August 1886 starb.